# Michelle Fazzari
Michelle Cristina Fazzari (Hamilton, 10 de julio de 1987-30 de agosto de 2024) fue una deportista canadiense que compitió en lucha libre.
Ganó una medalla de bronce en el Campeonato Mundial de Lucha de 2017, en la categoría de 58 kg. Falleció a los 37 años de cáncer metastásico.

## Palmarés internacional
| Campeonato Mundial | Campeonato Mundial | Campeonato Mundial | Campeonato Mundial |
| Año                | Lugar              | Medalla            | Categoría          |
| ------------------ | ------------------ | ------------------ | ------------------ |
| 2017               | París (Francia)    | Medalla de bronce  | 58 kg              |